# Горско стопанство в България
Горското стопанство в България е част от европейското и световно горско богатство. През последните години общата площ на горските територии в България непрекъснато се увеличава като към края на 2013 г. тя възлиза на 4 180 121 ха, или 37,7 % от територията на страната.
В България живее едно от най-старите дървета на планетата – 1300-годишната Байкушева мура в Пирин.

## Горски територии
От 1990 г. до 2013 г. общата площ на горските територии се е увеличила с 407 628 ха или с 10,8 %. 2 905 586 ха (69,51 %) са държавни горски територии, 170 514 ха (4,08 %) са предоставени на МОСВ, в т.ч. национални паркове и резервати, 11 247 ха (0,27 %) са предоставени за управление на учебно-опитни горски стопанства, 520 887 ха (12,46%) – общински, 424 959 ха (10,17 %) – на частни физически лица, 39 279 ха (0,94 %) – на частни юридически лица, и 22 300 ха (0,53 %) – на религиозни общности. Земеделските територии с юридически статут на гора възлизат на 85 349 ха (2,04 %).
Най-голям дял от горската територия в България заемат горите, възникнали в резултат на естественото възобновяване – 70,4 %, докато делът на горските култури е 20,9 %, а на естествените гори – 8,7 %. От 2005 до 2010 г. делът на изкуствено създадените гори намалява с 3 %, докато на естествените и на горите, възникнали в резултат на естественото възобновяване се увеличава съответно с 0,4 % и 2,6 %. В структурата на горите съобразно техните функции, горите с основно дърводобивна и средообразуваща функция (стопански гори) представляват 61,7 % от общата площ на горските територии. Останалата част – 38,3 %, са с основно защитни и специални функции.

## Възраст на българските гори
Средната възраст на горите се увеличава и достига 53 години. При иглолистните гори с най-голямо участие са тези на възраст от 21 до 40 години – 42 %, следвани от средновъзрастните и дозряващите (от 41 до 80 г.) – 25,8 % от площта на тази група гори. Иглолистните насаждения на възраст над 80 години заемат 20,9 % от площта на иглолистните гори. Наблюдава се увеличаване площта на средновъзрастните и на зрелите иглолистни гори за сметка на намаляване площта на младите гори. Данните за възрастовата структура на широколистните високостъблени гори също показват нарастване на дела на средновъзрастните и на зрелите насаждения. Наблюдава се и нарастване на възрастта на издънковите гори за превръщане в семенни и на нискостъблените гори, което като следствие води понижаването на прираста от тези гори.

## Биологично разнообразие в българските гори
Българските гори се отличават с изключително богато биологично разнообразие от иглолистни и широколистни дървесни видове. Разпределението на горската територия по видове гори следва характерна тенденция, свързана с трайно намаляване на площта на иглолистните гори и иглолистните култури, която в резултат на широкомащабните залесителни програми бе увеличена рязко в средата на миналия век. След 1990 г. тази площ постепенно намалява и понастоящем иглолистните гори заемат 21,6 % от горската площ на страната (1 145 781 ха). Широколистните гори заемат 68,4 % от общата площ на горските територии в страната и продължават да разширяват своя дял.

### Биологични запаси
Общият запас на дървесина в горите в България се определя на 644 840 247 м3, от които 42,2 % са съсредоточени в защитните и рекреационните гори и в защитените територии. Средният запас на 1 ха е 172 м3. Наблюдава се тенденция на увеличаване на запаса от дървесина на един хектар, с по-силно изразена динамика при иглолистните гори. От друга страна, установява се тенденция за намаляване на средния запас на един хектар в издънковите гори за превръщане в семенни. Средният годишен прираст на дървесина се увеличава от 14,1 млн. м3 на 14,4 млн. м3 Запасите на въглерод в биомасата на горските дървесни видове също отбелязват тенденция към нарастване през последните години.

## Икономика на горското стопанство в България
През периода 2000 – 2013 г. частната собственост в горския сектор непрекъснато увеличава своя дял и достига 11 % от площта на българските гори, основно в областите Смолян, Ловеч, Велико Търново и Монтана. Собствеността е силно фрагментирана, като 94 % от частните горски имоти са с площ до 2 ха.
Горският сектор има скромен принос към брутния вътрешен продукт на България. През 2010 и 2011 г. делът на горския сектор от БВП като относителен дял на добавената стойност в общата добавена стойност е едва 0,3 %. През 2013 г. от горските територии – държавна собственост, предоставени за управление на държавните горски предприятия, е реализирана дървесина в размер на 4 808 933 м3. Реализираното количество дървесина през 2013 г. е с 59 хил. м3 по-малко от 2012 г., но като цяло реализацията на дървесина продължава да поддържа високите нива от последните три години. За 2013 г. отчетената средна продажна цена на добитата дървесина, продавана от горски склад е 66,95 лв./м3 и е с 1,90 лв./м3 или 2,8 % по-висока от отчетената средна цена през 2012 г.